# Бранимир Нешић
Бранимир Нешић (Краљево, 9. мај 1974) је српски професор књижевности, издавач, оснивач и директор Издавачке куће Catena Mundi и подкаст водитељ. Бивши је политичар и некадашњи главни и одговорни уредник часописа Двери српске, као и оперативни уредник часописа Православље.

## Биографија

### Образовање и каријера
Рођен је 9. маја 1974. године у Краљеву и ту је завршио основну школу и гимназију. Дипломирао је 1995. године на Филолошком факултету Универзитета у Београду са дипломским радом на тему Хришћански мотиви у Вуковим народним епским песмама. Учествовао је на Студентским демонстрацијама 1996. године, а заједно са Бошком Обрадовићем је 1999. године покренуо студентски часопис Двери српске који је потом прерастао у часопис за националну културу и друштвена питања.
Након завршених студија, радио је као професор српског језика и књижевности. Од 2004. до 2011. године радио је као оперативни уредник часописа Православље, званичног гласила Српске патријаршије.

### Политички ангажман
Нешић је био један од чланова Старешинства Двери. Када су Двери одлучиле 2011. године да се политички ангажују на предстојећим изборима, Нешић је био један од водећих људи покрета. На парламентарним изборима 2012. године, Нешић је био први кандидат на изборној листи Двери за живот Србије. Кандидат на листи Двери - Бошко Обрадовић је био и на парламентарним изборима 2014. године, под редним бројем 4. Из политике се повукао 2018. године.

### Издавачки рад
Заједно са Бошком Обрадовићем, Нешић је 2012. године основао Издавачку кућу Catena Mundi и постао њен директор.

### Подкаст водитељ
Нешић је у мају 2021. године покренуо свој Подкаст код Бране на Јутјуб каналу.